# Colegiata de Santa María (Arbas del Puerto)
La Colegiata de Santa María es una iglesia que se encuentra situada al norte de León (España), en Arbas del Puerto, en la vertiente sur del puerto de Pajares, a tan solo un kilómetro del Alto de Pajares. Pertenece al municipio de Villamanín. Esta zona se llamaba antiguamente Montes Ervaseos, voz que deriva del latín arvum con el significado de campiña.
Su origen fue un hospital para los peregrinos que iban camino de Oviedo cuya fundación se atribuye al conde leonés Fruela Díaz y su esposa Estefanía Sánchez. Desde León, ciudad por donde pasa el denominado Camino de Santiago Francés, los peregrinos subían hacia el norte para visitar San Salvador, pasando por Pola de Gordón, Arbas, Casa Tibigracias, Puente de los Fierros, Campomanes, Pola de Lena, Mieres, Olloniego, La Manjoya y Oviedo, donde se enlaza con el Camino de Santiago de la costa o Ruta del Norte. 
La abadía fue desamortizada en 1866. Con el paso del tiempo desapareció el hospital-albergue y sólo quedó la iglesia como parroquia del lugar. A partir de 1968 la colegiata pasó a depender de la colegiata de San Isidoro de León.
Es de estilo tardorrománico con sillares de arenisca de color pardo, de dimensiones medianas y con una cabecera triple y una torre en la fachada occidental. Conserva dos portadas románicas.

## Historia

### Origen, fundación y evolución
El conde Fruela Díaz y su esposa Estefanía, que tenían vastas propiedades por toda esta región, en torno a 1116 quisieron fundar un albergue u hospital de peregrinos que sirviera de refugio protección y descanso a los viajeros que frecuentaban esta zona desde la Meseta camino de Oviedo en cuya Cámara Santa de la catedral veneraban las numerosas reliquias que allí se guardaban. Muy a menudo estos viajeros continuaban desde Oviedo el Camino de Santiago. Este tipo de albergue-refugio proliferaba en los lugares donde era necesaria la custodia de los caminantes, por ser sitios apartados y poco concurridos. Contaban con hospital y capilla en el puerto de San Glorio, puerto de Pandetrave, puerto del Pontón, puerto de Ventaniella, puerto de Tarna y puerto de San Isidro entre otros. El paso por Pajares era especialmente peligroso.
El hospital y la pequeña capilla se construyeron junto a un manantial del río Bernesga. En la localidad de Arbas del Puerto se había asentado una comunidad monástica de canónigos regulares de san Agustín que tenían ya su pequeña iglesia. Los condes quisieron que estos religiosos se ocupasen de poner en marcha el hospital tan necesario y para ello donaron al abad Sancho el monte contiguo, que era de su propiedad. 
La abadía tuvo desde antiguo el privilegio de no depender de la Iglesia de Oviedo y ser una institución independiente, cosa que fue siempre motivo de disputas que llegaron hasta alcanzar el siglo XIX en que los párrocos de Casares y Cubillas se declararon en rebeldía y como religiosos no reconocieron la autoridad del abad. 
Pese a ser una construcción muy tosca y pobre, destinada básicamente a guardar el ganado de la comunidad, tuvo su importancia y relevancia ya que aparte de a los peregrinos, servía de alojamiento a los pobres que así lo solicitaban. Se le conocía también como Casa de los Probes. Alfonso IX de León, que en sus frecuentes viajes a Asturias se alojaba en Arbas, hizo cuantiosas donaciones a la abadía, y en 1216 ordenó la construcción, junto al albergue, de la nueva iglesia de Nuestra Señora de Santa María de Arbas.
El templo sufrió una serie de transformaciones a lo largo de los siglos, entre las que se destaca el adosamiento a la nave norte de unas capillas góticas. El pórtico de entrada que se cubrió con una crucería, donde predomina la ornamentación de ciertas partes con formas alusivas al Camino de Santiago, como pueden ser la cruz de la Orden de Santiago.
En 1419 tuvo lugar la secularización canónica de la abadía, como consecuencia de la general relajación de la observancia de la regla de San Agustín.
En 1582 el rey Felipe II relevó a la abadía del derecho jurisdiccional, derecho que a su vez vendió al concejo, aunque poco tiempo después el abad lo recuperó. Con todos estos aconteceres empezó a producirse la decadencia monacal que aumentó con la moda del absentismo –los abades ya no dormían dentro de la clausura y gobernaban el monasterio incluso sin pisarlo– y la mala administración de los beneficios. 
En el año 1693 se terminó la construcción de una torre, adosada a los pies de la iglesia, donde se ubicó el coro, y que fue concebida para hacer las funciones de pórtico. Con posterioridad, en el año 1723, se construyó la llamada Casa del Abad, que se corresponde con la actual residencia de los sacerdotes oficiantes de la zona. La desamortización española puso fin a la vida canónica.
Durante la guerra civil española, la iglesia fue saqueada, siendo la imagen original de la Virgen pasto de las llamas en el año 1936, y siendo sustituida por una copia, obra del escultor Seoane Otero, de la Virgen del Monasterio de Gradefes. La imagen original forma parte de las reliquias de San Isidoro de León.
Con el paso del tiempo el hospital fue perdiendo vida y quedó únicamente la iglesia como parroquia de la localidad. A mediados del siglo XX el arquitecto Luis Menéndez-Pidal y Álvarez se encargó de su restauración. Desde el punto de vista de institución religiosa, Santa María de Arbas pasó a depender de la colegiata de San Isidoro en 1968, por decreto episcopal. Fue declarado Monumento Histórico Artístico en 1931.

### Donaciones
El 13 de enero de 1117 la reina Urraca I de León realizó una donación en cuyo escrito se especifica que va destinada

Ad illa albergaria quae sunt constructa in illo porticu de Arbas.

Los reyes leoneses dieron un total apoyo a este complejo y tanto Alfonso VII como Fernando II confirmaron el estado de Patronato Real. Fue por esta época cuando la comunidad canóniga de regulares se estableció en régimen de colegiata. El rey Alfonso IX solía hospedarse aquí y por entonces se renovó el edificio cuya apariencia puede verse en la actualidad. 
Los reyes Fernando III, Alfonso X y Sancho IV tuvieron muy en cuenta esta institución real y la favorecieron aumentando las rentas.
En un documento de 1132 Monio Romániz y María Pétris donan una propiedad en Santa Coloma, en ese mismo año, en otro documento se cita la donación del canónigo Fernando Gil de unas casas y una tierra de su propiedad que tenía en León. Poco después (en 1136) el abad Monio recibió la donación de un monasterio, el de San Miguel de Parayas, cuyas rentas servirían de ayuda a las obras de ampliación del hospital. Otra donación importante fue la de Alfonso VII que regaló a los monjes en 1151 el monte llamado Castro Nigro. El lugar fue promocionado por los canónigos, que concedían carta puebla a quienes lo habitaran, dándole el nombre nuevo de Población. Otro Alfonso, el rey noveno, otorgó en 1214 al abad Martín Muñoz unas posesiones en las tierras de Luna, a condición de que se construyese una capilla junto al hospital:

Ad serbitium peregrinorum et requiem defunctorum et vt semper unus ex dictis prefati monasterii misam ibidem celebret.

Es posible que esta capilla sea la construcción adosada al norte de la iglesia.
Este mismo rey asistió en el monasterio a la reunión del capítulo en 1216, siendo entonces cuando concedió al mismo el portazgo de Puente de los Fierros, más 100 aranzadas de viña procedentes de la villa de Toro en Zamora. Anteriormente en 1214 ya les había concedido otras 60 aranzadas provenientes del mismo lugar. Además el monasterio había adquirido otra cantidad por medio de compra y donaciones particulares, en este caso procedentes de otros sitios sobre todo de las tierras de Mayorga. Con estas adquisiciones ya tenía la comunidad garantizado el abastecimiento de vino para el albergue.

## La iglesia

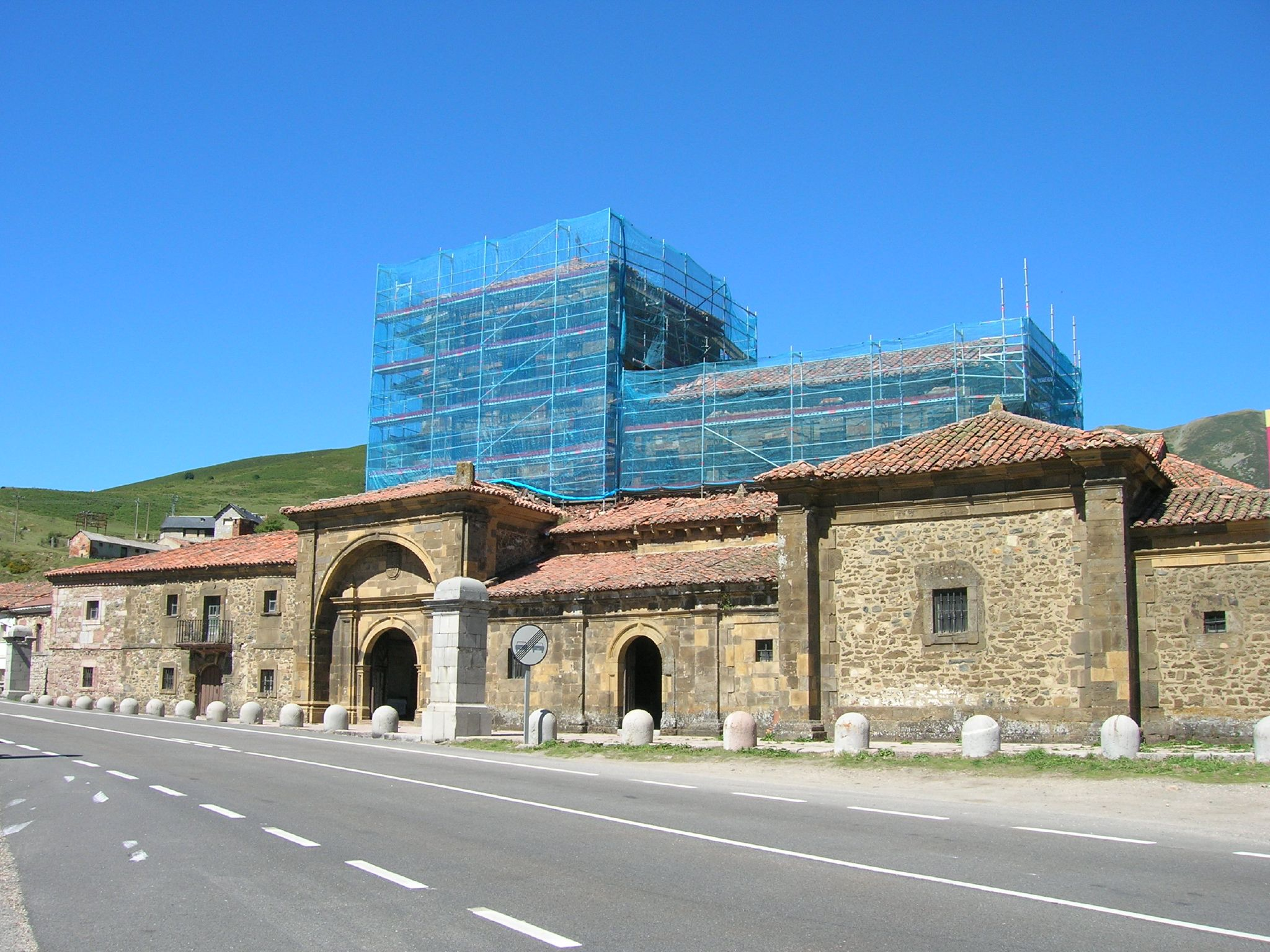
Vista general del edificio durante las obras de 2007

De todo el complejo abacial, la iglesia de Santa María de Arbas del Puerto es el único edificio que se mantuvo íntegro a través de los tiempos. Pertenece al estilo tardorrománico y constituye uno de los mejores ejemplares que se encuentran en la actual provincia de León, aunque a juzgar por su decoración está más cerca del románico asturiano que del románico leonés. Está construida con sillería de arenisca de color parda. Es de dimensiones medianas. Tiene planta basilical formada por tres naves, modelo no habitual en los edificios eclesiásticos de la provincia de León, destacando la central por su altura y anchura, siendo rematadas todas ellas por ábsides de forma cuadrada, los laterales y semicircular, el central, donde se alberga la capilla mayor. Los ábsides laterales tienen también un tramo recto y están cubiertos por bóveda de cañón.
El presbiterio está situado en un largo tramo recto al fondo del cual se sitúa la capilla mayor. Tiene bóveda de crucería y sus nervios están compuestos por tres boceles que descansan sobre ménsulas; la clave tiene labrado un Agnus Dei encastrado en una flor.
Al arco presbiterio se accede por un arco triunfal apuntado y doblado que descansa sobre columnas monolíticas con basas áticas con decoración de garras; los capiteles y cimacios están muy decorados y trabajados.
La capilla mayor está situada al fondo del hemiciclo; resalta en altura sobre un zócalo. El fondo está dividido en dos cuerpos (o dos niveles). El primero describe una curva y es de sillar sin adorno alguno hasta llegara la imposta que sirve de división con el segundo cuerpo. Es una imposta adornada con dientes de sierra ligeramente inclinados. El segundo cuerpo está segmentado por cinco gallones. En el centro y en los dos laterales se abren tres ventanas. Los gallones se apoyan en columnillas cuyos capiteles tienen temas vegetales.

En su origen, la cubierta de la nave central consistía en un artesonado de madera que fue sustituido en el siglo XVIII por tres bóvedas de terceletes (nervio suplementario de las bóvedas de crucería, que arranca del ábaco del capitel para terminar en las cadenas), en tanto que las laterales lo hacen con las de tipo arista. 
Las naves están separadas por cuatro pilares cruciformes con cuatro semi-columnas adosadas en sus cuatro caras; se alzan sobre plintos circulares todos ellos ornados con una gran variedad de bolas, flores y garras. Destaca asimismo, la falta de crucero.
La iglesia tiene un coro alto, obra de los primeros años del siglo XVIII. En la nave norte hay un arcosolio con el sepulcro del arquitecto Luis Menéndez-Pidal y Álvarez, restaurador de esta colegiata, muerto en 1975, con una inscripción que dice:

Salva a su alma de la perdición, como él salvó a esta iglesia de la ruina.

En el exterior adornan el edificio una serie de canecillos en los aleros del ábside representando figuras humanas y de animales, todo muy bien labrado y bien conservado; en el muro sur los canecillos son más simples, predominando la talla geométrica.
La torre se construyó adosada a la fachada occidental, en el año 1693, según se lee en una inscripción del arco de ingreso.

### Portadas

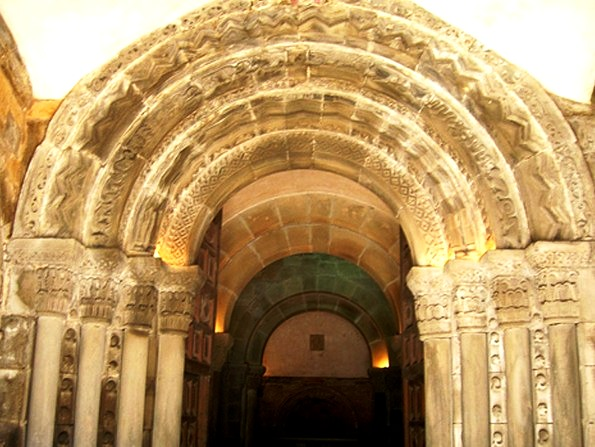
Portada principal en el sur

La iglesia tiene dos portadas románicas visibles y tuvo una tercera en el muro norte de la que solo queda algún vestigio.
La portada principal, que se sitúa en el lado meridional, está protegida por un pórtico del siglo XVIII, y se compone de arco de medio punto, con tres arquivoltas, alzándose sobre un zócalo escalonado; el primer escalón está decorado con bolas y el segundo con bezantes. El arco consta de un guardapolvo o chambrana y las arquivoltas están profusamente adornadas. Las basas de las columnas son de perfil ático con decoración de lengüeta sobre la primera moldura y toro inferior muy desarrollado y muy adornado.
El arco interior lleva moldura de bocel o toro, rombos con perlas en los centros y dientes de sierra inclinados. La segunda arquivolta presenta en su intradós una decoración de cabecitas sobre hojarasca con un zigzag por el frente. La tercera lleva decoración de figuras: cabeza humana con boca abierta, tres animales cuadrúpedos, otra cabeza, un personaje tumbado vestido con ropa talar, un libro en la mano izquierda y una paloma en la derecha, otro personaje que sostiene una cruz, un ave, una cabeza de pájaro en la clave, otro personaje con larga túnica, dos aves enfrentadas que picotean un pez, una rana entre dos largas serpientes, un león y una serpiente que muerde a otro león. La cuarta arquivolta tiene dos filas de zigzag.
Existe en el lado occidental otra portada de arco de medio punto y tímpano liso. Se encuentra dentro del cuerpo inferior de la torre. El tímpano liso descansa sobre dos ménsulas que representan las figuras de un oso y un buey, como en la portada del Perdón de San Isidoro de León. La arquivolta es de aristas vivas con una pequeña decoración de ajedrezado. Las columnas son de fuste monolítico y los capiteles llevan decoración de entrelazos. Las basas áticas tienen decoración de garras.
Hubo una tercera portada, cuyos restos aún se pueden ver en la zona norte de la iglesia, pero desaparecida al adosarse al edificio una capilla.